# 狗狗伤心志
《狗狗傷心誌》是台湾導演張毅於2017年上映的動畫長片，製片为余為彥，改編製片自身邊朋友與狗的經歷製作。经十五年制作，入圍金馬獎最佳動畫長片。